# 1 Suriname
1 Suriname is een politieke beweging in Suriname die in 2010 is ontstaan nadat Radjen Kisoensingh samen met enkele getrouwen uit de politieke partij de Unie van Progressieve Surinamers (UPS), een van de twee partijen van de combinatie Middenblok, stapte na onenigheid over de politieke koers en bestuurlijke aangelegenheden.
De onenigheid tussen Radjen Kisoensingh en het hoofdbestuur van het Middenblok ging vooral over de weigering van Kisoensingh om zich te voegen naar 'onduidelijke' partijpolitieke standpunten. Kisoensingh zei de vrijage van het hoofdbestuur van de UPS en het Middenblok met de 'oude politiek' van patronage en afhankelijkheid, etnische verkaveling en verdeel-en-heerspolitiek resoluut af te wijzen. 
Kisoensingh stapte uit het Middenblok en richtte op 15 januari 2010 de politieke beweging 1 Suriname op, die zich sterk wilde maken voor de 'herinvoering' van waarden, normen en fatsoen in de Surinaamse politiek.
De filosofie van 1 Suriname is volgens haar manifest gestoeld op de basisgedachte dat alle Surinamers ongeacht hun afkomst, godsdienstige oriëntatie, geslacht, beroep, politieke achtergrond et cetera allen gelijk zijn, gelijke kansen moeten krijgen ter ontwikkeling van hun talenten en ook gelijk behandeld moeten worden door de wet.
De partij stelde zich tijdens de parlementsverkiezingen van 25 mei 2010 voor de eerste maal verkiesbaar en deed dat onder de naam Democratische Unie Suriname (DUS) die alleen in de districten Brokopondo en Sipaliwini meedeed terwijl 1 Suriname alleen in Paramaribo kandidaten had. In het district Paramaribo haalde DUS maar 122 van de 109.607 stemmen oftewel 0,11%, wat onvoldoende was voor een zetel in De Nationale Assemblée.